# روبن تر-میناسیان
روبن تر-میناسیان (ارمنی: Ռուբէն Տէր Մինասեան؛ زاده ۱۸۸۲ – درگذشته ۲۹ نوامبر ۱۹۵۱) یک سیاست‌مدار اهل ارمنستان بود. وی نقش مهمی در جنبش ملی آزادی‌خواهی ارمنیان و دیرتر در اولین جمهوری ارمنستان بر عهده داشت.

## زندگی‌نامه
وی با نام اصلی میناس تر-میناسیان در سال ۱۸۸۲ در شهر آخالکالاکی به دنیا آمد. والدین وی از اهالی ارزروم بودند که به آخالکالاکی مهاجرت نموده بودند. وی تحصیلات عالیه خویش را در اچمیادزین، مؤسسه لازاریان و مسکو انجام داد و در سال ۱۹۰۳ به قفقاز بازگشت.
وی رهبری مبارزات ارمنیان در بخش ساسون را برعهده داشت. وی مصمم شد تا یکی از چهره‌های برجسته در «جنبش ملی ارامنه» باشد. وی یک مبارز فعال تا زمان تصویب قانون اساسی عثمانی در سال ۱۹۰۸ بود. وی سپس به ژنو مکان نمود و تا سال ۱۹۱۳ در آنجا به‌سر برد.
در سال ۱۹۱۴ با سمت مدیرکل مدارس ارمنیان در «منطقه موش» به امپراتوری عثمانی بازگشت. وی ارمنیان را برای دفاع از خویش پس از ورود امپراتوری عثمانی به جنگ جهانی اول آماده نمود و در سال ۱۹۱۵، وی دفاع ارمنیان ساسون در برابر ارتش سوم عثمانی را رهبری نمود. در مارس ۱۹۱۸، تر-میناسیان مشاور «هیئت مجلس قفقاز» در مذاکرات ترابوزان با امپراتوری عثمانی بود. وی در سال ۱۹۱۷ به عضویت «شورای ملی ارمنیان» به رهبری آوتیس آهارونیان درآمد.
تر-میناسیان نقش کلیدی در تشکیل اولین جمهوری ارمنستان، به همراه هامو اوهانجانیان، سیمون وراتسیان و آرام مانوکیان داشت. روبن تر-میناسیان ماه‌های مه تا نوامبر ۱۹۲۰، پست وزارت دفاع و وزارت کشور جمهوری ارمنستان را بر عهده داشت.
پس از شورای شدن «جمهوری ارمنستان»، تر-میناسیان به پاریس نقل مکان نمود. به فعالیت‌های سیاسی و عقیدتی خویش به عنوان عضوی از دفتر فدراسیون انقلابی ارمنی ادامه داد. دیرتر وی در فلسطین و مصر زندگی کرد. سرانجام در سال ۱۹۴۸ به پاریس بازگشت جایی که وی در ۲۹ نوامبر ۱۹۵۱ در پاریس درگذشت و در گورستان پر-لاشز به خاک سپرده شد.

## تالیفات
وی خاطرات خویش را در ۷ جلد تحت عنوان «خاطرات یک انقلابی ارمنی» به نگارش درآورد.